# زمین‌لرزه شیلی
زمین‌لرزه شیلی ممکن است به یکی از موارد زیر اشاره داشته باشد:
- زمین‌لرزه ۱۹۲۸ شیلی
- زمین‌لرزه ۱۹۲۲ شیلی
- زمین‌لرزه ۲۰۰۵ شیلی
- زمین‌لرزه ۱۹۴۵ شیلی
- زمین‌لرزه ۱۹۵۹ شیلی
- زمین‌لرزه نوامبر ۲۰۰۷ شیلی
- زمین‌لرزه ۱۹۹۷ شیلی
- زمین‌لرزه ۱۹۸۱ شیلی
- زمین‌لرزه ۱۹۰۶ شیلی
- زمین‌لرزه دسامبر ۱۹۴۹ شیلی
- زمین‌لرزه ژوئن ۱۹۷۱ شیلی
- زمین‌لرزه ۱۹۲۹ شیلی
- زمین‌لرزه ۱۹۴۶ شیلی
- زمین‌لرزه آوریل ۱۹۴۹ شیلی
- زمین‌لرزه ۲۰۰۳ شیلی
- زمین‌لرزه دسامبر ۲۰۰۷ شیلی
- زمین‌لرزه ۲۰۱۰ شیلی
- زمین‌لرزه ۱۹۶۷ شیلی
- زمین‌لرزه ۱۹۳۹ شیلی
- زمین‌لرزه ۱۹۶۶ شیلی
- زمین‌لرزه ۱۹۶۵ شیلی
- زمین‌لرزه ۱۹۷۶ شیلی
- زمین‌لرزه ۱۹۸۳ شیلی
- زمین‌لرزه مارس ۱۹۸۷ شیلی
- زمین‌لرزه ۱۹۴۳ شیلی
- زمین‌لرزه ۱۹۵۳ شیلی
- زمین‌لرزه اوت ۱۹۸۷ شیلی
- زمین‌لرزه ۱۹۵۰ شیلی
- زمین‌لرزه ژوئیه ۱۹۷۱ شیلی